# Academia de Logística
La Academia de Logística perteneciente al Ejército de Tierra español es un centro de formación especializado en las enseñanzas de ámbito logístico. Está ubicada en el Acuartelamiento “Barón de Warsage” de la ciudad de Calatayud (Zaragoza).

## Historia

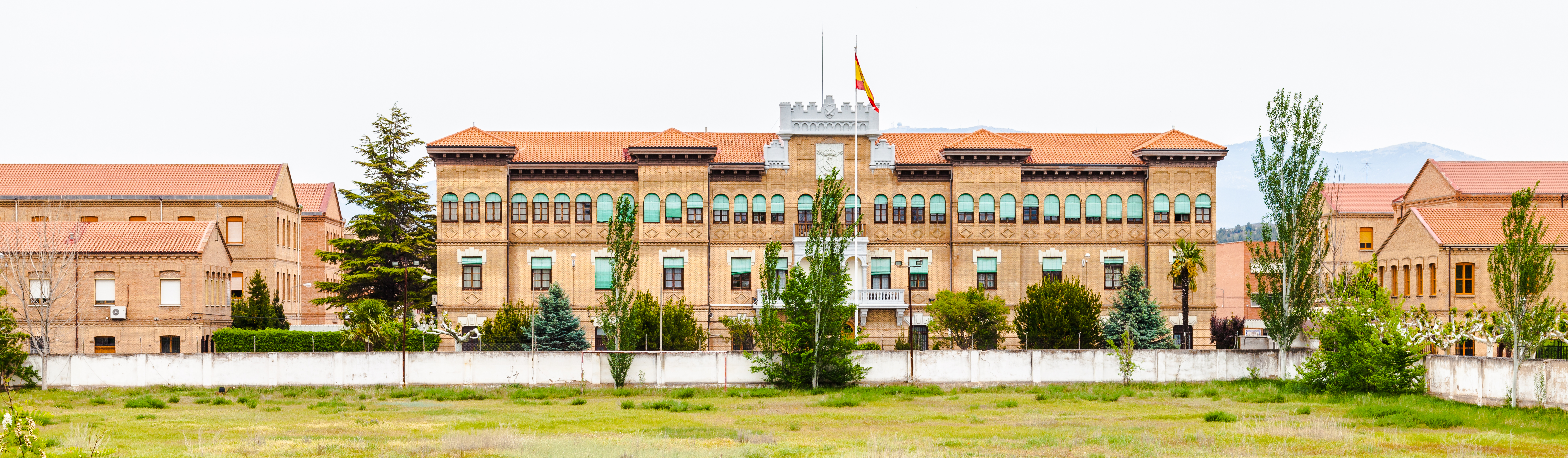
Acuartelamiento del Ejército Barón de Warsage, Calatayud.

La construcción del referido acuartelamiento se inició en 1923 y concluidas sus obras, cuatro años después, recibió el nombre de Acuartelamiento Infante Jaime. Con la llegada de la Segunda República se cambió el nombre y, tras la finalización de la guerra civil española, pasó a denominarse Acuartelamiento Barón de Warsage, nombre que conserva en la actualidad. Al menos entre enero de 1938 y mayo de 1939, el bando sublevado habilitó el edificio como campo de concentración de prisioneros republicanos; llegó a doblar su capacidad máxima de 300 internos.
Desde su creación ha albergado varias unidades de artillería y una de ingenieros, cuyo pasado aún es visible en determinados elementos ornamentales de las partes más antiguas del acuartelamiento. En 1974 se estableció la Escuela de Formación Profesional n.º 2 del Ejército y dos años más tarde cambió su denominación por la de IPE n.º 2, siglas del Instituto Politécnico n.º 2 del Ejército. En el año 2001 se crea la Academia de Logística, en la que se integran tres Centros Docentes que disponían de un denominador común, las enseñanzas en el marco de la logística, como fueron la Escuela de Logística y el Instituto Politécnico n.º 1, ambos de Madrid, y el Instituto Politécnico n.º 2 de Calatayud.
Las diferentes transformaciones de las instalaciones para albergar con eficacia los nuevos retos encomendados a esta joven Academia española, y el volumen de alumnos que se forman en su seno, aproximadamente 2000 entre enseñanzas de formación y perfeccionamiento, hacen que la misma sea el referente actual en el campo logístico del ejército español.